# Alain Prost
Alain Marie Pascal Prost (født 24. februar 1955 i Saint-Chamond, Frankrig) er en tidligere fransk racerkører, der med fire Formel 1 verdensmesterskaber, i 1985, 1986, 1989 og 1993 er en af sportens mere succesfulde kørere, dog overgået af Juan Manuel Fangio med 5 verdensmesterskaber og henholdsvis Michael Schumacher og Lewis Hamilton med 7 sejre. Hans store rival gennem mange år var brasilianeren Ayrton Senna.

## Resultater
Prost nåede gennem sin karriere at køre hele 13 sæsoner og i alt 202 Grand Prix'er i Formel 1. Hans første løb var det argentinske Grand Prix i 1980 og det sidste det australske i 1993. Han vandt 51 løb og sluttede yderligere 55 gange på podiet for sekundære placeringer. Resultaterne skaffede ham hele fire verdensmesterskaber.